# 13256 Marne
För andra betydelser, se Marne (olika betydelser).
13256 Marne eller 1998 OZ14 är en asteroid i huvudbältet som upptäcktes den 26 juli 1998 av den belgiske astronomen Eric W. Elst vid La Silla-observatoriet. Den är uppkallad efter floden Marne.
Asteroiden har en diameter på ungefär 6 kilometer.